# Hofkirchen bei Hartberg
Hofkirchen bei Hartberg là một đô thị thuộc huyện Hartberg thuộc bang Steiermark, nước Áo. Đô thị Hofkirchen bei Hartberg có diện tích 6,62 km², dân số thời điểm cuối năm 2005 là 632 người.